# 格溫貝
16°30′S 27°37′E / 16.500°S 27.617°E

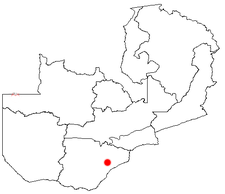

格溫貝（英語：Gwembe），是贊比亞的城鎮，位於該國南部，由南部省負責管轄，是格溫貝縣的首府，處於蒙澤以南50公里，海拔高度1,216米，2000年該城鎮人口34,133。